# Ходжавенд
Ходжаве́нд (азерб. Xocavənd), до 1925 года — Хонашен (Николаевка), в 1925—1991 гг. — Мартуни́ (азерб. Мартуни, арм. Մարտունի) — город в Азербайджане, административный центр Ходжавендского района.
18 сентября 2024 Президент Азербайджана Ильхам Алиев учредил 20 сентября как День городов Ханкенди, Ходжалы, Ходжавенд и Агдере и постановил ежегодно торжественно отмечать его.

## Этимология
В прошлом селение под названием Хонашен, известное также как Николаевка.
В 1925 году переименовано в Мартуни, по псевдониму партийного деятеля А. Ф. Мясникова (Мясникяна), погибшего в авиакатастрофе ранее в том же году. Переименование селения в честь армянского большевика было связано с тем, что с образованием НКАО в 1923 году у местных армянских властей появился институциональный потенциал для проведения политики топонимирования. Здесь также как и в случае с переименованием Ханкенды в Степанакерт символика нового порядка заменила старую (особенно с учетом того, что название Николаевка отсылало к свергнутому царю), но в то же время сохраняло местные особенности, увековечивая память армянского деятеля
26 ноября 1991 года решением Верховного Совета Азербайджана город был переименован в Ходжавенд.

## География
Город расположен на восточных склонах Карабахского хребта. в 41 км к востоку от города Ханкенди и в 60 км к северо-западу от железнодорожной станции Горадиз.

## История

### Досоветский период
Согласно Пространному реестру Гянджинско-Карабахского эялета, составленному османской администрацией, осуществлявшей контроль над Карабахом в 1722—1735 годах, в 1727 году местность Хунешин Варандинского округа постоянного населения не имела, а её территория использовалась в качестве пашни. Азербайджанский историк XIX века М. Д. Джеваншир пишет, что 15 июля 1806 года, в разгар русско-персидской войны 1804—1813 годов, в Хонашине произошло сражение между русскими войсками под командованием генерала П. Ф. Небольсина и кызылбашскими войсками под командованием Аббас-Мирзы, в котором русские одержали победу.
Во второй половине XIX века в Хонашене появляются обширные распашки, оросительные каналы, дома, саманники и прочие хозяйственные обзаведения, принадлежащие терекеменцам Джеватского уезда, некоторые из которых занимались здесь также садоводством, бахчеводством и хлопководством, в то время как прежде это место служило им только для сезонной выпаски скота.
В начале XX века Хонашен упоминается как местность, населённая русскими переселенцами и включавшая в себя сёла Николаевка, Скобелевка, Котляревка, Куропаткино.

### Период Азербайджанской ССР
7 июля 1923 года в составе Азербайджанской ССР была образована Автономная область Нагорного Карабаха (АОНК), которая в 1936 году была переименована в Нагорно-Карабахскую автономную область (НКАО).
В 1925 году село Хонашен, известное как и Николаевка, было переименованов в Мартуни. 29 января 1960 года Мартуни получил статус посёлка городского типа, в 1985 году — статус города. При советской власти являлся центром Мартунинского района НКАО Азербайджанской ССР. На 1982 год здесь имелись предприятие по переработке молока, три общеобразовательные школы, сельскохозяйственное училище, музыкальная школа, две публичные библиотеки, дом культуры, кинотеатр, центральная районная больница.

### Карабахский конфликт
2 сентября 1991 года на совместной сессии Нагорно-Карабахского областного и Шаумяновского районного Советов народных депутатов была принята Декларация о провозглашении Нагорно-Карабахской Республики (НКР) в границах Нагорно-Карабахской автономной области и сопредельного Шаумяновского района Азербайджанской ССР.
26 ноября 1991 года Верховный Совет Азербайджана принял закон «Об упразднении Нагорно-Карабахской автономной области Азербайджанской Республики», согласно которому, помимо упразднения НКАО, город Мартуни переименовывался в Ходжавенд, а Мартунинский район — соответственно в Ходжавендский район.
В 1992 году, во время Первой Карабахской войны, город многократно подвергался интенсивному обстрелу со стороны азербайджанской авиации.
2 октября 1992 года город был занят армянскими вооружёнными формированиями и оказался под контролем непризнанной Нагорно-Карабахской Республики. Согласно административно-территориальному делению непризнанной республики, город был цетром Мартунинского района НКР и продолжал называться Мартуни (арм. Մարտունի). По некоторым сведениям, в период контроля НКР над городом жителями города было высказано мнение о его переименовании в Монтеаберд (арм. Մոնթէաբերդ), в честь Монте Мелконяна, армянина из диаспоры, командовавшего отрядом в ходе боёв за город во время Первой Карабахской войны. Проект по переименованию так и не был поддержан властями НКР, но при этом была зафиксирована установка самодельного дорожного знака с таким названием.

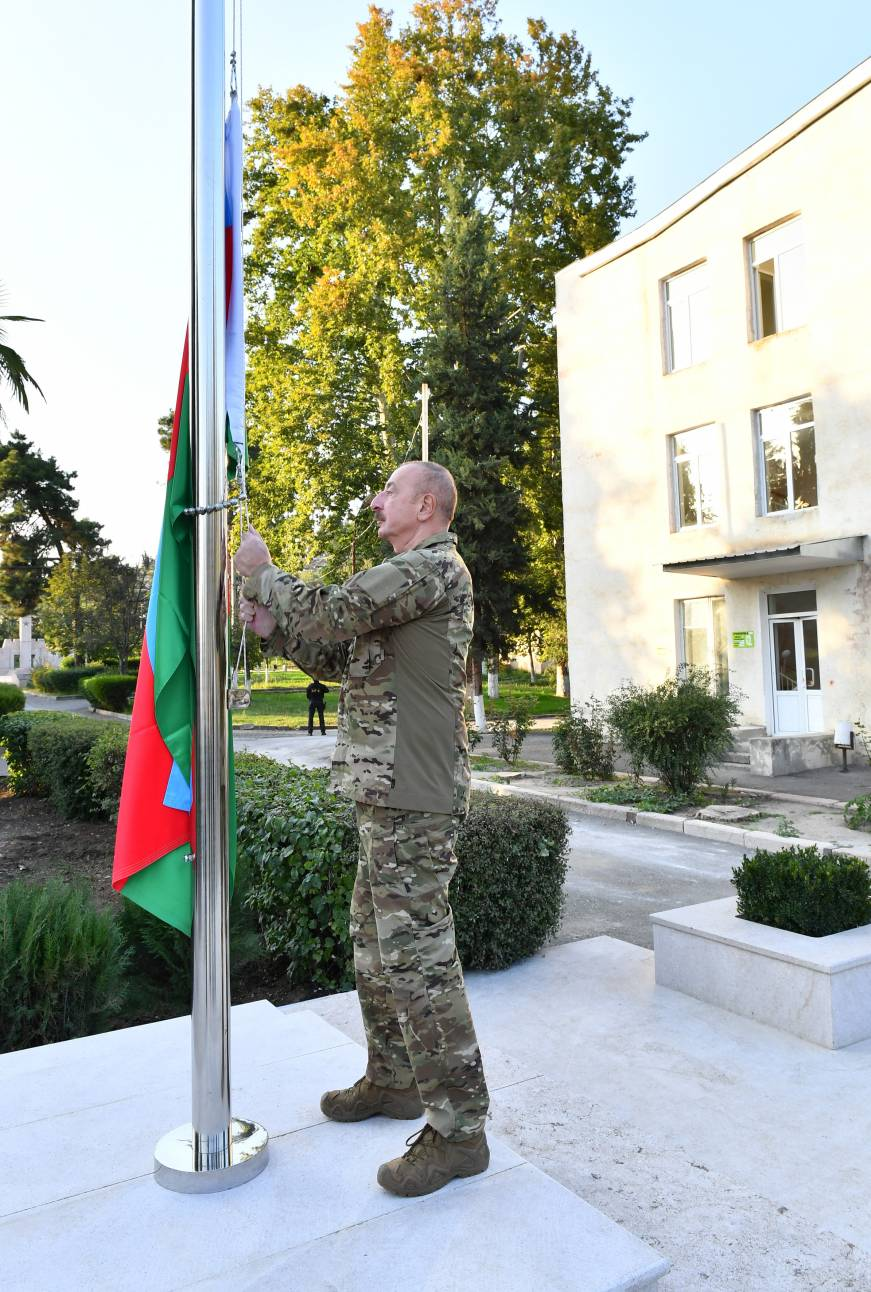
Президент Азербайджана Ильхам Алиев поднимает флаг Азербайджана над городом. 15 октября 2023 года

С первых же дней Второй Карабахской войны, начавшейся 27 сентября 2020 года, город вновь подвергся артиллерийским обстрелам со стороны вооружённых сил Азербайджана, что привело к отключению города от электричества и газоснабжения. 1 ноября авиация Азербайджана нанесла авиаудар по городу. К моменту установления режима прекращения огня азербайджанские вооружённые силы уже стояли в двух-трёх километрах от окраины города, но армянским отрядам удалось удержать позиции в городе. По сообщению местных властей, в городе было повреждено или полностью разрушено 80 % зданий.
15 ноября 2020 в Ходжавенде был размещён наблюдательный пост № 13 миротворческого контингента вооружённых сил Российской Федерации. 13 февраля 2021 года специалистами Международного противоминного центра Министерства обороны Российской Федерации было завершено разминирование территории. 1 марта 2021 года был сдан блочно-модульный городок для проживания военнослужащих российского миротворческого контингента.
В результате начавшейся 19 сентября 2023 года боевой операции Азербайджана против непризнанной НКР город вернулся под контроль Азербайджана. В ходе военных действий погиб мэр города Азнавур Сагян. 15 октября 2023 года президент Азербайджана Ильхам Алиев посетил Ходжавенд и поднял здесь государственный флаг республики.

### Современный период
18 сентября 2024 учреждён День города, который будет отмечаться ежегодно 20 сентября.

## Население
По состоянию на 1 января 1933 года в селе проживало 1028 человек (210 хозяйств), все — армяне.
Согласно Всесоюзной переписи населения СССР 1989 года в Мартуни проживали 6998 человек. В 2005 году в городе проживало 4878 жителей.

### Национальный состав
| Год переписи  | 1939          | 1970           | 1979           | 2005           |
| ------------- | ------------- | -------------- | -------------- | -------------- |
| армяне        | 1701 (89,2 %) | ↗3120 (67,0 %) | ↗3588 (65,3 %) | ↗4863 (99,7 %) |
| азербайджанцы | 52 (2,7 %)    | ↗1482 (31,8 %) | ↗1862 (33,9 %) | —              |
| русские       | 136 (7,1 %)   | ↘44 (0,9 %)    | ↘41 (0,7 %)    | ↘8 (0,2 %)     |
| украинцы      | 7 (0,4 %)     | ↘3 (0,1 %)     | ↘1 (<0,1 %)    | ▬1 (<0,1 %)    |
| другие        | 10 (0,5 %)    | 5 (0,1 %)      | 5 (0,1 %)      | 6 (0,1 %)      |
| всего         | 1906          | 4654           | 5497           | 4878           |

## Экология
В декабре 2024 года выделен участок размером 10 гектар для создания полигона для безопасных твердых отходов.

## Климат
| Показатель              | Янв. | Фев. | Март | Апр. | Май  | Июнь | Июль | Авг. | Сен. | Окт. | Нояб. | Дек. | Год  |
| ----------------------- | ---- | ---- | ---- | ---- | ---- | ---- | ---- | ---- | ---- | ---- | ----- | ---- | ---- |
| Средняя температура, °C | 3,1  | 3,8  | 6,7  | 12,6 | 17,9 | 22,7 | 25,3 | 25,6 | 20,7 | 15,5 | 9     | 5    | 13,9 |
| Источник:               |      |      |      |      |      |      |      |      |      |      |       |      |      |

## Галерея

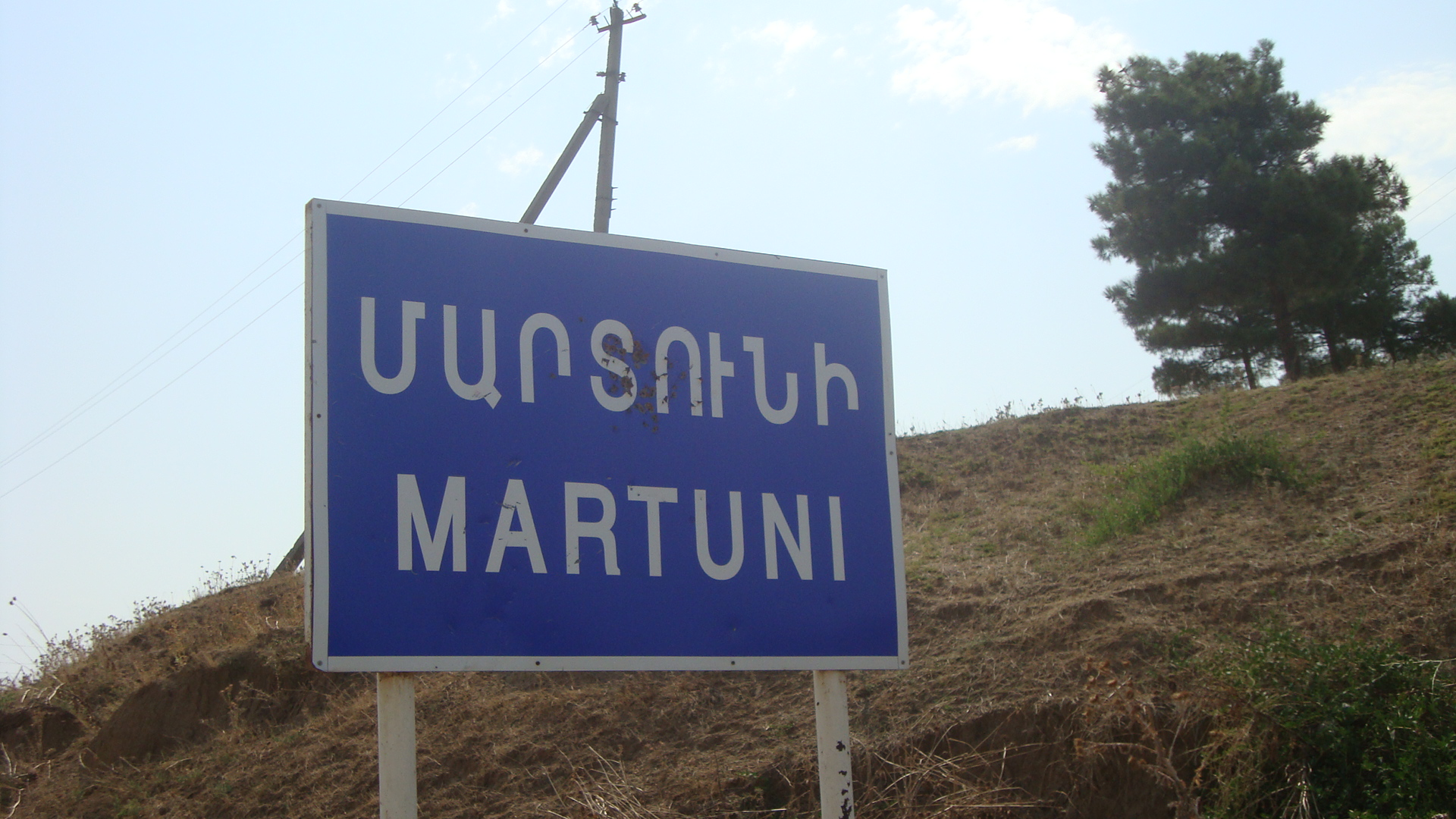
Табличка при въезде в город
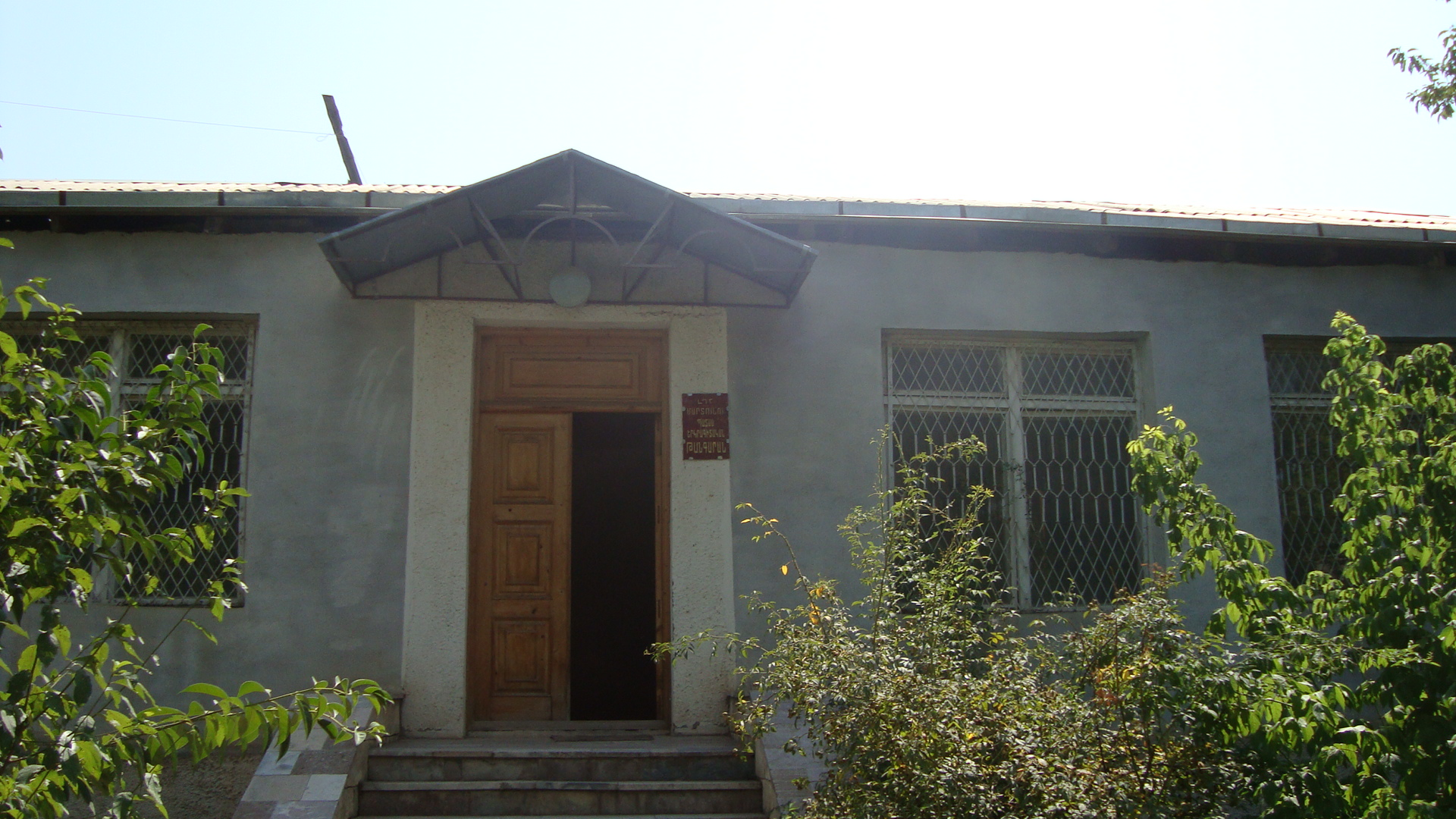
Здание краеведческого музея
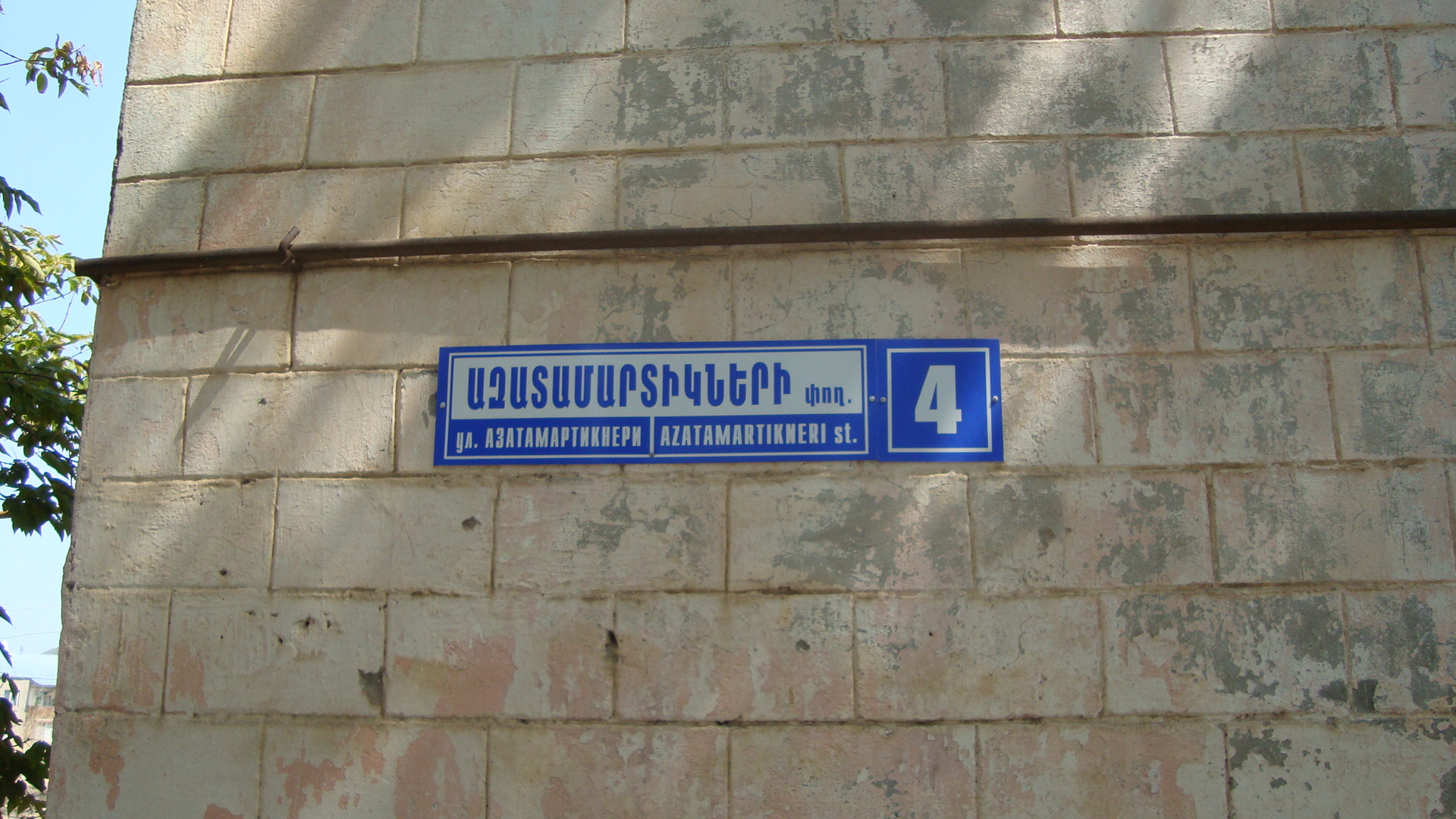
Табличка улицы Азатамартикнери на армянском, русском и английском языках
Церковь Святого Нерсеса Великого, внешний вид